# Zindelijkheid

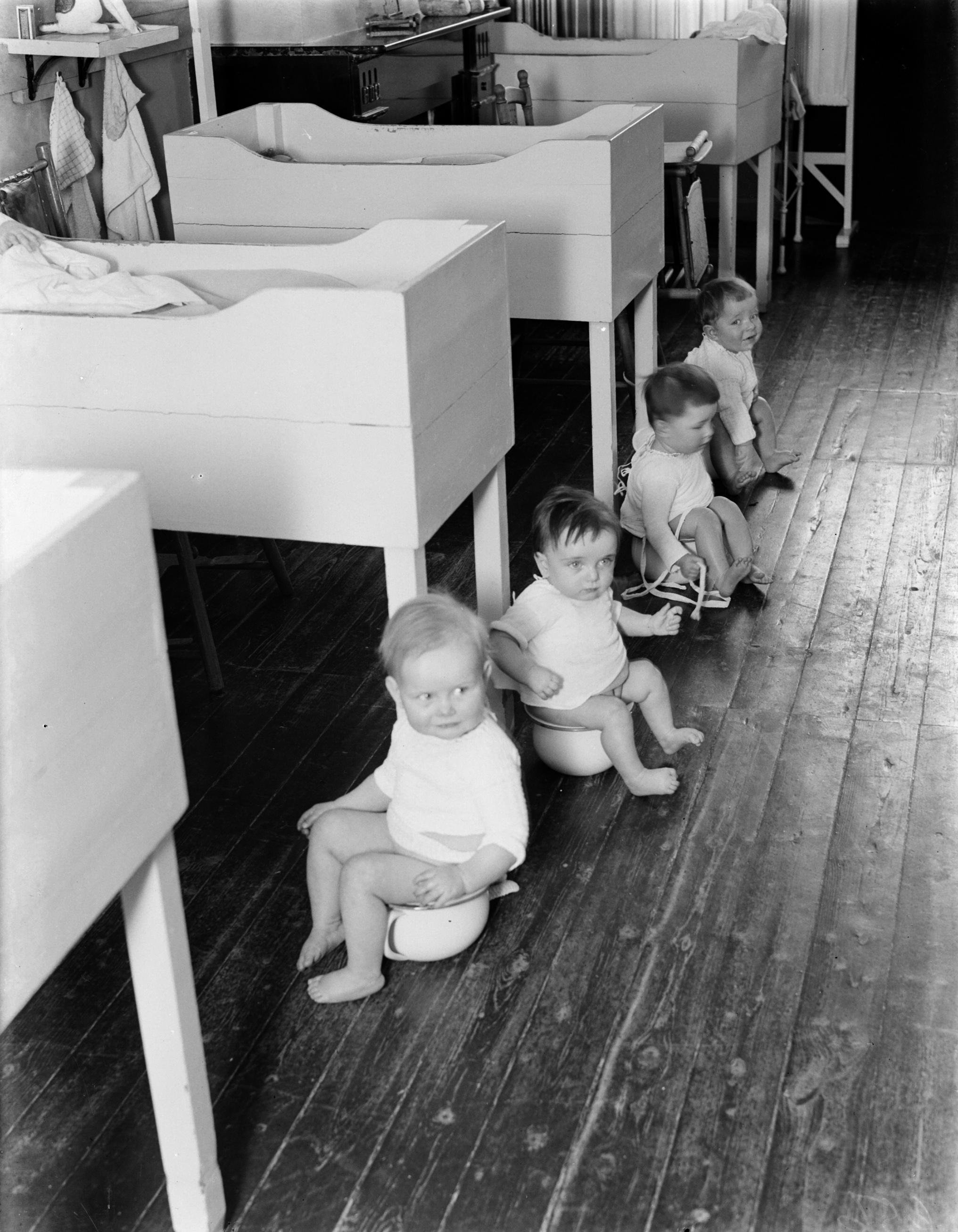
Peuters in Tehuis Annette te Amsterdam zittend op een po tijdens een zindelijkheidstraining (1932)

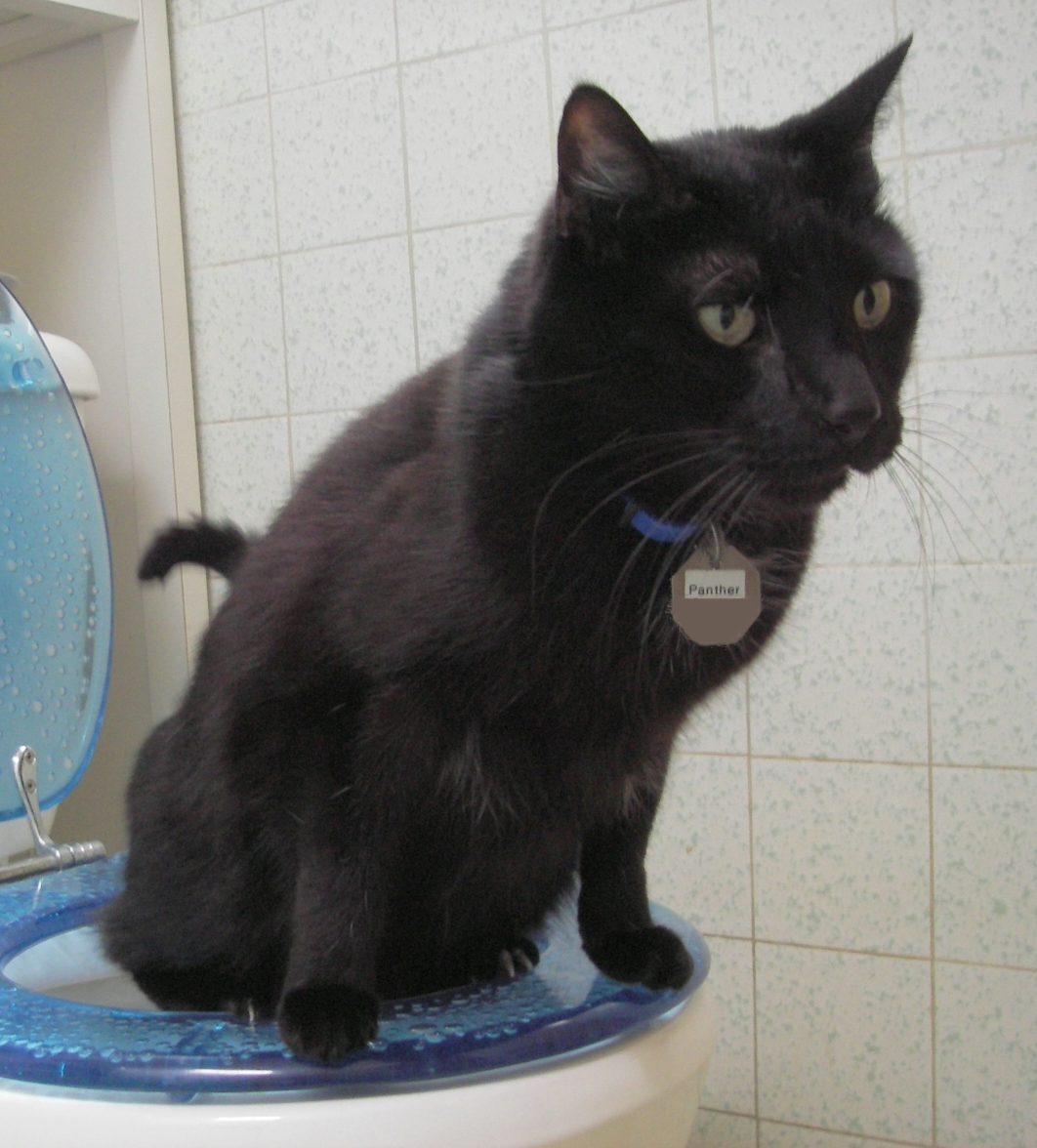
Zindelijke kat

Zindelijkheid, of zindelijk zijn is het in staat zijn de eigen natuurlijke behoeften te beheersen.
Deze behoefte is dan met name de prikkel die iemand ervaart om zich te ontdoen van urine of feces. Kinderen en jonge huisdieren worden getraind om zich bewust te worden van deze prikkel, en om er vervolgens pas op een aangewezen locatie gevolg aan te geven. 
Voor kinderen van ongeveer 2 à 4 jaar betekent dat het leren gebruiken van een po of wc, maar het is niet ongebruikelijk dat kinderen zelfs op nog wat latere leeftijd luiers gebruiken. Bij mensen wordt de periode waarin de zindelijkheid wordt aangeleerd de anale fase genoemd.
Voor jonge dieren zoals katten betekent dat meestal het bezoeken van de kattenbak, of een tuin. Voor honden betekent dat meestal een wandeling in de buitenlucht met de baas naar een plaats in de buurt.
Zindelijkheid is nodig voor een schone leefomgeving. Het zich gecontroleerd ontdoen van lichamelijke afvalstoffen is nodig om (de verspreiding van) ziektes en aandoeningen te voorkomen. Daarbij is zindelijkheid voor dieren van belang omdat de aanwezigheid van uitwerpselen hen kan verraden aan roof- of prooidieren.

## Training voor kinderen
Zindelijkheidstraining houdt bij kinderen in dat hen wordt geleerd het toilet te gebruiken. Het kind is er klaar voor om zindelijk te worden als het eigen ontlasting vies begint te vinden. Als het kind zijn eigen ontlasting nog niet erg vindt en ermee wil spelen is het te vroeg om ermee te beginnen. Ook moet het kind het aanvoelen wanneer het moet plassen of poepen. Het kind moet zelf ook naar de wc willen, zonder dat het kind daartoe gedwongen wordt.
Het kind zindelijk maken kan als volgt:
- Bereid het kind voor op het naar de wc gaan. Het kind kan wennen door eerst een po te gebruiken en dan de inhoud ervan door te spoelen.
- Het kind kan daar ook op worden voorbereid door spelenderwijs een pop eerst op de po te laten zetten.
- Uitleg over de werking van de wc kan bij de eerste keer de irreële angst van het kind wegnemen om zelf ook doorgespoeld te worden.
- Trek het kind gemakkelijke kleren aan die gemakkelijk uit en weer aan te trekken zijn.
- Beloon het kind bij het gewenste gedrag met bijvoorbeeld een stickerkaart waarmee voor een presentje kan worden gespaard.

Wanneer het niet in een keer goed gaat, kan het het kind afschrikken als er een probleem van wordt gemaakt. Het is dus handig schone kleren paraat te hebben. Als kinderen druk aan het spelen zijn, kunnen ze vergeten geen luier om te hebben of naar de wc moeten. Wanneer dit vaker voorkomt, vindt het kind het vies en gaat er dan beter om denken. Voor een grotere bewustwording kan het kind regelmatig worden gevraagd of het naar de wc moet.

## Training voor baby's en peuters
Het is ook mogelijk om op baby- dan wel peuterleeftijd te beginnen met zindelijk maken. Het belangrijkste uitgangspunt van babypotjestraining is het creëren van associaties tussen verschillende signalen enerzijds en het doen van de behoefte anderzijds. Dit wordt gedaan door het leren herkennen van en reageren op lichaamstaal en geluiden van de baby in de aanloop naar het doen van de behoefte, en ook door het gebruik van handgebaren of -signalen voordat een kind kan praten. Een essentieel element is dat babyzindelijkheidscommunicatie niet-straffend en niet-dwingend is.